# Municipio de Union (condado de Tioga)
El municipio de Union (en inglés: Union Township) es un municipio ubicado en el condado de Tioga en el estado estadounidense de Pensilvania. En el año 2000 tenía una población de 945 habitantes y una densidad poblacional de 7 personas por km².

## Geografía
El municipio de Union se encuentra ubicado en las coordenadas 41°35′00″N 77°00′29″O / 41.58333, -77.00806.

## Demografía
Según la Oficina del Censo en 2000 los ingresos medios por hogar en la localidad eran de $36,094 y los ingresos medios por familia eran $37,330. Los hombres tenían unos ingresos medios de $28,750 frente a los $21,691 para las mujeres. La renta per cápita para la localidad era de $16,309. Alrededor del 5,9% de la población estaban por debajo del umbral de pobreza.